# (15571) 2000 GM61
A (15571) 2000 GM61 a Naprendszer kisbolygóövében található aszteroida. A LINEAR projekt keretében fedezték fel 2000. április 5-én.